# Godzilla (film, 1954)
Godzilla (japonsky ゴジラ, Godžira) je japonský film žánru kaidžú z roku 1954. V produkci společnosti Tóhó (Toho Film Company Ltd.) jej natočil Iširó Honda se speciálními efekty Eidžiho Cuburajy. Jedná se o první z řady japonských filmů o obřích příšerách (kaidžú), jejichž častým námětem a hrdinou byla opět Godzilla.

## Děj filmu
V Japonském moři se začnou ztrácet lodě. Příčinou je obrovský pravěký ještěr, který v důsledku radioaktivity (neblahá činnost lidstva) ve vodě změnil svůj způsob života na mořském dně. Brzy začne s výpady i na pevninu, ničí i armádní jednotky na něj vyslané a zboří půlku Tokia. Nakonec se jej podaří zničit smrtonosným vynálezem, oxygenovým dezintegrátorem.

## Údaje o filmu
Režisérem japonského filmu byl Iširó Honda podle námětu Šigeru Kajamy. Film byl černobílý, dlouhý 98 minut. Pro ztvárnění monstra nebylo použito loutkové animace, herec (Haruo Nakadžima) v masce se pohyboval ve zmenšené maketě města.

### Československo
V tehdejším Československu přišel film do kin pod názvem Probuzená zkáza, předpremiéra se konala počátkem prosince 1957. S ohledem na myšlenku varování před atomovou válkou byl přijat kritikou v zásadě příznivě, i když v porovnání s Cestou do pravěku režiséra Karla Zemana (Vynález zkázy byl uveden do kin až v roce 1958) bylo technické provedení hodnoceno jako „neumělé“.

## Pokračování
Po úspěchu filmu založil režisér Honda společnost, která produkovala nepříliš kvalitní filmy o různých monstrech. V USA byl film o dva roky později upraven pro tamní diváky.